# Национално знаме на Гренада
Националното знаме на Гренада е прието на 7 февруари 1974 година. Шестте златни звезди представляват шестте енории на Гренада, докато голямата звезда в средата на знамето върху червен кръг представлява столицата. Червения кръг се намира в квадрат, който е разделен на четири равни части в златисто и зелено. На левия зелен триъгълник се намира индийско орехче, което е основната селскостопанска суровина на острова. Знамето е с панафрикански цветове, за това червеното означава смелост и жизненост, жълтото мъдрост и зеленото растителност и земеделие.

## Знаме през годините
- (1967 – 1974)